# Das Leben, das Universum und der ganze Rest
Das Leben, das Universum und der ganze Rest ist ein 1982 als dritter Teil der fünfteiligen Anhalter-Reihe erschienener Roman von Douglas Adams (Originaltitel Life, the Universe and Everything).
Der Plot wurde von Douglas Adams ursprünglich als Drehbuch für eine Folge für die Serie Doctor Who geschrieben. Die BBC, für die Adams als Autor tätig war, lehnte die Story jedoch ab. Der Titel leitet sich von der Frage ab, die dem Computer Deep Thought im ersten Anhalter-Roman gestellt wurde.

## Handlung
Die Handlung schließt direkt an den zweiten Teil des Anhalters, Das Restaurant am Ende des Universums, an.
Arthur Dent ist auf der prähistorischen Erde gestrandet und lebt allein in einer Höhle, nachdem sein Freund Ford Prefect sich auf eine ausgedehnte Wanderschaft begeben hat.
An dem Tag, als Arthur beschließt, einfach verrückt zu werden, taucht überraschenderweise Ford wieder auf. Gemeinsam reisen sie mit Hilfe eines Sofas durch das Raum-Zeit-Kontinuum in die Zukunft und landen in London, auf dem Lord’s Cricket Ground, auf dem gerade das entscheidende Spiel der Ashes stattfindet, nur wenige Tage vor der Zerstörung der Erde durch die Vogonen.
Sie werden Zeugen eines blutigen Angriffs einer Roboterarmee und treffen im allgemeinen Chaos auf Slartibartfaß.
Dieser fordert sie auf, ihn an Bord seines Schiffes zu begleiten und ihm zu helfen, das Universum zu retten.
An Bord erzählt Slartibartfaß den beiden die Geschichte des Planeten Krikkit. Dieser ist durch eine kosmische Staubwolke vom Rest des Universums abgeschirmt, so dass die Bewohner sich allein wähnten. Nachdem sie durch ein abgestürztes Raumschiff von der Existenz anderen Lebens erfuhren, beschlossen sie, die Realität ihrem Weltbild anzupassen, indem sie das übrige Universum einfach vernichten.
Dies war der Beginn der Krikkit-Kriege, in denen die Roboterarmee Krikkits erst nach vielen blutigen Schlachten besiegt werden konnte. Als Folge wurde der gesamte Planet durch den höchsten galaktischen Richter Pag in eine Zeitblase eingeschlossen, die erst nach dem Ende des bekannten Universums platzen sollte. Nach Auskunft des Gerichtsschreibers an das Gerichtswesen Pag dauerten die Krikkit-Kriege etwa zweitausend Jahre und forderten zwei „Grillionen“ Opfer.
Das Universum wurde durch die Geschehnisse nachhaltig traumatisiert, so dass der Begriff Krikkit im kollektiven Unbewussten abgespeichert ist und in verschiedenen Kulturen mit verschiedenen Bedeutungen immer wieder auftaucht. Auf der Erde ist dies bei der britischen Sportart Cricket der Fall.
Einem einzelnen Kriegsschiff der Roboterarmada gelang es jedoch zu entkommen. Dieses ist nun auf der Suche nach den Bestandteilen des Wicket-Tors, dem Schlüssel zur Zeitblase, um seine Erbauer zu befreien.
In der Folge versuchen die drei, die Roboter daran zu hindern, der weiteren Teile des Schlüssels habhaft zu werden, wobei sie aber jedes Mal versagen. Unterwegs treffen sie auf einer Party Trillian, die sich ihnen anschließt. Arthur lernt fliegen.
Als letzte Möglichkeit, die Katastrophe aufzuhalten, bleibt ihnen nur die Reise nach Krikkit. Dort finden sie heraus, dass die den Planeten umhüllende Staubwolke in Wahrheit die Überreste eines Supercomputers namens Haktar sind, der einst von den silastischen Waffenteufeln von Striterax erschaffen wurde, um die ultimative Waffe zu bauen. Haktar entwarf daraufhin eine Bombe, die alle Sonnen des Universums gleichzeitig in eine Supernova verwandeln sollte, baute jedoch einen Fehler ein, da es ihm vor seiner eigenen Erfindung graute. Die Waffenteufel hatten wenig Verständnis und pulverisierten Haktar.
Dieser war jedoch so weit entwickelt, dass er auch als Staubwolke noch Funktion und Erinnerung bewahrte. Aus Reue über sein Versagen begann er die friedlichen Krikkiter zu manipulieren, sodass sie ihn noch einmal mit der Erfindung der ultimative Waffe beauftragen würden, damit er seinen Fehler korrigieren könnte.
Nachdem der Planet in die Zeitblase eingeschlossen wurde, verlor Haktar jedoch seinen Einfluss auf die Krikkiter, deren ursprünglich friedliebendes Wesen daraufhin wieder die Oberhand gewann.
Ohne die Unterstützung der Bevölkerung ist Haktar nicht mehr in der Lage seinen Plan umzusetzen. Zwar versucht er noch, die Bombe einem Unwissenden unterzuschieben und zur Explosion zu bringen, aber da er sich ausgerechnet Arthur aussucht, scheitert er auch hiermit.
Das Universum ist gerettet, Trillian jagt Zaphod zum Teufel und Arthur lässt sich auf Krikkit nieder, um an seinen Flugkünsten zu arbeiten.

## Ausgaben
- Erstausgabe: Life, the Universe and Everything. Pan Books, 1982, ISBN 0-330-26738-8.
- Deutsch: Das Leben, das Universum und der ganze Rest. Übersetzt von Benjamin Schwarz. Rogner & Bernhard bei Zweitausendeins, 1983, ISBN 3-8077-0205-9.
- Hörbuch: Das Leben, das Universum und der ganze Rest. Vollständige Lesung von Andreas Fröhlich. Regie: Kai Lüftner. Übersetzt von Benjamin Schwarz. Der Hörverlag, München und [Hamburg] 2012, ISBN 978-3-86717-591-3.